# استان کارانگاس
استان کارانگاس (به اسپانیایی: Provincia de Carangas) یکی از استان‌های بولیوی در بولیوی است که در شهرستان اورورو واقع شده‌است. استان کارانگاس ۴٬۳۰۹ کیلومتر مربع مساحت و ۱۰٬۵۰۵ نفر جمعیت دارد.